# Photis aina
Photis aina är en kräftdjursart som beskrevs av J. L. Barnard 1970. Photis aina ingår i släktet Photis och familjen Isaeidae. Inga underarter finns listade i Catalogue of Life.